# Gowdall
Gowdall – wieś w Anglii, w hrabstwie East Riding of Yorkshire. Leży 49 km na zachód od miasta Hull i 251 km na północ od Londynu. W 2001 miejscowość liczyła 318 mieszkańców.